# Городок (деревня, Москва)
Городо́к — деревня в Троицком административном округе Москвы (до 1 июля 2012 года в составе Подольского района Московской области). Входит в состав поселения Краснопахорское.

## Население
| 1859 | 1890 | 1899 | 1926 | 2002 | 2006 | 2010 |
| ---- | ---- | ---- | ---- | ---- | ---- | ---- |
| 147  | ↘140 | ↘106 | ↗147 | ↘10  | ↘5   | ↗7   |

Согласно Всероссийской переписи, в 2002 году в деревне проживало 10 человек (5 мужчин и 5 женщин). По данным на 2005 год в деревне проживало 5 человек.

## География
Деревня Городок расположена в северной части Троицкого административного округа, примерно в 44 км к юго-западу от центра города Москвы, на реке Пахре.
В 2,5 км юго-восточнее деревни проходит Калужское шоссе А130, в 15 км к северу — Киевское шоссе М3, в 2,5 км к юго-западу — Московское малое кольцо А107. В деревне одна улица — Солнечная. Ближайший населённый пункт — деревня Шахово.

## История
В «Списке населённых мест» 1862 года — владельческая деревня 1-го стана Подольского уезда Московской губернии по правую сторону старокалужского тракта, в 20 верстах от уездного города и 13 верстах от становой квартиры, при колодцах, с 19 дворами и 147 жителями (65 мужчин, 82 женщины).
По данным на 1890 год — деревня Красно-Пахорской волости Подольского уезда с 140 жителями.
В 1913 году — 28 дворов.
По материалам Всесоюзной переписи населения 1926 года — деревня Варваринского сельсовета Красно-Пахорской волости Подольского уезда в 1,6 км от Калужского шоссе и 17,1 км от станции Кетрица Киево-Воронежской железной дороги, проживало 147 жителей (46 мужчин, 1001 женщина), насчитывалось 32 крестьянских хозяйства.
1929—1946 гг. — населённый пункт в составе Красно-Пахорского района Московской области.
1946—1957 гг. — в составе Калининского района Московской области.
1957—1958 гг. — в составе Ленинского района Московской области.
1958—1963, 1965—2012 гг. — в составе Подольского района Московской области.
1963—1965 гг. — в составе Ленинского укрупнённого сельского района Московской области.
С 2012 г. — в составе города Москвы.

## Достопримечательности
В 375 метрах юго-восточнее восточной окраины деревни, на правом берегу реки Пахры расположено селище «Городок-I». Селище датировано XIV—XV веками и является памятником археологии.